# مهرجان
لمواضيع أخرى، انظر مهرجان (توضيح).

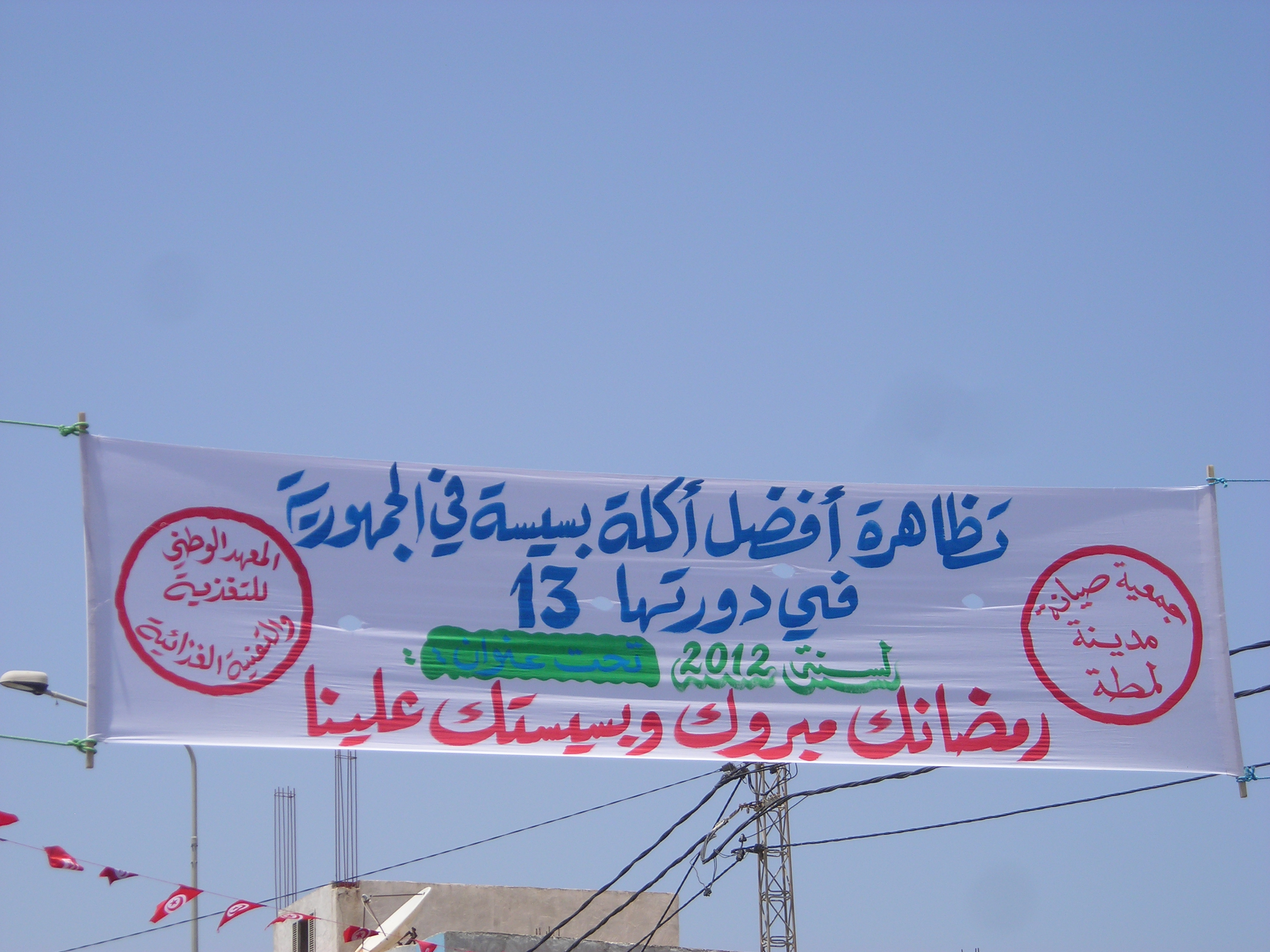
لافتة تعلن «تظاهرة» (مهرجان) بسيسة في تونس

المهرجان (مشتقة من الفارسية "مِهرْگان") هو احتفال عام يكون عادة في إطار ثقافي أو ديني. مِهرْگان يصف في الفارسية أحد الأعیاد القدیمة فی إيران. مشتق من الشهور الايراني/شهر الأول من فصل الخزان.